# Lasso (aplicativo)
O Lasso é um pequeno aplicativo de compartilhamento de vídeos do Facebook.
Lasso foi lançado no iOS e Android e é destinado a adolescentes. Está actualmente disponível apenas nos EUA e na América Latina.

## Características
O aplicativo se conecta ao Facebook, entre outras plataformas de mídia social, e permite que os usuários carreguem seus vídeos curtos com música e encontrem vídeos de tendências através do hashtag tracking.

## Competição
Lasso está competindo diretamente com TikTok, uma aplicação de vídeo viral de 15 segundos que se fundiu com Musical.ly em agosto de 2018.